# زقيمة (بكيل المير)

تعديل مصدري - تعديل

زقيمة هي إحدى قرى عزلة العطن بمديرية بكيل المير التابعة لمحافظة حجة، بلغ تعداد سكانها 19 نسمة حسب تعداد اليمن لعام 2004.